# Ophiogema
Ophiogema is een geslacht van slangsterren uit de familie Ophiacanthidae.

## Soorten
- Ophiogema punctata Koehler, 1922